# Oxycera japonica
Oxycera japonica är en tvåvingeart som först beskrevs av Szilady 1941.  Oxycera japonica ingår i släktet Oxycera och familjen vapenflugor. Inga underarter finns listade i Catalogue of Life.